# Gaby Espino
María Gabriela Espino Rugero (Venezuela, Caracas, 1977. november 15. –) venezuelai színésznő és modell. Főként a telenovella szerepeiről híres.

## Életrajza
Gaby Espino egy vegyipari mérnök és egy újságíró lánya. Szülei elváltak még fiatal korában. Ő a legidősebb az öt testvér közül, van egy huga Andreina, van két félöccse apai ágról Gustavo és Mariano, és egy félhúga anyai ágról Nelly.
Mivel rajong az állatokért, eredetileg állatorvosnak készült. Később eldöntötte, hogy fogorvosnak tanul, de megváltoztatta döntését és kapcsolatszervezést kezdett tanulni, végül a színészet mellett döntött véglegesen.

## Magánélete
Gaby Espino 2007. június 14-én férjhez ment Cristobal Lander venezuelai színészhez. 2008. július 9-én megszületett első közös gyerekük, a lány neve Oriana Lander.
2009-ben az Ördögi kör forgatása közben, ölelkezett kollégájával Jencarlos Canelával. 2010 elejére Gaby különvált a férjétől, és úgy hírlett ez a Canela iránti kapcsolata miatt volt. Gaby és Jencarlos úgy gondolta ebben a helyzetben, hogy csak barátok lesznek.
2010 novemberében Gaby megpróbált kibékülni a férjével, de később 2011 márciusában elvált tőle, és egyszer csak megint felröppentek a hírek miszerint Gaby és Jencarlos eljegyezték egymást.
2011 szeptemberében, Gaby és Jencarlos a twitter-en közölték a világgal, hogy együtt vannak és első közös gyermeküket várják. A gyermek fiú és februárra várható a megszületése. A gyerek keresztszülei Cristina és Pitbull. Gaby 2012. február 12-én életet adott fiának Nickolás Canelának.

## Telenovellák
| Év         | Cím                                 | Szerepnév                                             | TV stúdió          | Magyarhang         |
| ---------- | ----------------------------------- | ----------------------------------------------------- | ------------------ | ------------------ |
| 1997       | A todo corazón                      | Natalia Aristilleta                                   | Venevision         |                    |
| 1999       | A szerelmesek Enamorada             | Ivana Robles                                          | Venevision         |                    |
| 2000       | Csábítás Amantes de luna llena      | Abril Cárdenas                                        | Venevision         |                    |
| 2001       | A nők háborúja Guerra de mujeres    | Yubiri Gamboa                                         | Venevision         |                    |
| 2002       | Las González                        | Alelí González                                        | Venevision         |                    |
| 2003       | Rebeca                              | Princesa Izaguirre Zabaleta                           | Venevision         | Stefán-Bodor Mária |
| 2004       | Luna, az örökösnő Luna la heredera  | Luna Mendoza                                          | Caracol Televisión |                    |
| 2005       | Se solicita príncipe azul           | María Carlota Rivas                                   | Venevision         |                    |
| 2006       | Vadállatok világa Mundo de fieras   | Mariangela Cruz                                       | Televisa           |                    |
| 2007       | Szégyen nélkül Sin vergüenza        | Renata Sepúlveda                                      | Telemundo          | Csampisz Ildikó    |
| 2008- 2009 | A bosszú álarca El rostro de Analía | Mariana Andrade de Montiel Ana Lucia "Analía" Moncada | Telemundo          | Nyírő Eszter       |
| 2009       | Ördögi kör Más sabe el Diablo       | Manuela Dávila                                        | Telemundo          | Major Melinda      |
| 2010- 2011 | Szemet szemért Ojo por ojo          | Alina Jericó de Monsalve                              | Telemundo          |                    |
| 2013- 2014 | A gonosz álarca Santa Diabla        | Santa Martínez Flores Amanda Brown "La Diabla"        | Telemundo          | Pálfi Kata         |

## Filmek
| Év   | Cím                    | Szerepnév     |
| ---- | ---------------------- | ------------- |
| 2005 | La mujer de mi hermano | Laura / Lara  |
| 2006 | Elipsis                | Leonora Duque |

## Díjak és jelölések
| Év   | Díj                       | Kategória                         | Cím          | Eredmény |
| ---- | ------------------------- | --------------------------------- | ------------ | -------- |
| 2012 | Premios Tu Mundo          | #MostSocial                       | Gaby Espino  | Elnyerte |
| 2013 | Premios Tu Mundo          | Szexi vagyok és tudom, hogy       | Gaby Espino  | Elnyerte |
| 2013 | Premios Tu Mundo          | Favorite Award of the Night       | Gaby Espino  | Elnyerte |
| 2013 | Premios People en Español | Legjobb női főszereplő            | Santa Diabla | Jelölve  |
| 2013 | Premios People en Español | Legjobb páros (Aarón Díazzal)     | Santa Diabla | Jelölve  |
| 2014 | Miami Life Awards         | Legjobb női főszereplő            | Santa Diabla | Jelölve  |
| 2014 | Premios Tu Mundo          | Kedvenc női főszereplő            | Santa Diabla | Elnyerte |
| 2014 | Premios Tu Mundo          | Tökéletes páros (Aarón Díazzal)   | Santa Diabla | Jelölve  |
| 2014 | Premios Tu Mundo          | Tökéletes páros (Carlos Poncéval) | Santa Diabla | Elnyerte |

## Fordítás
- Ez a szócikk részben vagy egészben  a   Gaby Espino című angol Wikipédia-szócikk fordításán alapul.  Az eredeti cikk szerkesztőit annak laptörténete sorolja fel. Ez a jelzés csupán a megfogalmazás eredetét és a szerzői jogokat jelzi, nem szolgál a cikkben szereplő információk forrásmegjelöléseként.